# Pierre d'Amboise
Pierre d'Amboise, né en 1408 et décédé le 28 juin 1473 au château de Meillant, est le fils de Hugues VII d'Amboise de Chaumont, qui est tué à la bataille d'Azincourt en 1415, et de Jeanne de Guénand (dame des Bordes, d'Asnières et des Rochettes : fiefs cités ci-dessous) ; et le petit-fils d'Hugues VI et Jeanne de St-Vérain. C'est l'un des compagnons d'armes de Jeanne d'Arc.

## Biographie

### Origines
Pierre d'Amboise nait en 1408, fils aîné de Hugues VIII d'Amboise, seigneur de Chaumont-sur-Loire, et de Jeanne de Guénand, dame des Bordes. Son père meurt dès le 25 octobre 1415, de ces blessures lors de la bataille d'Azincourt. Pierre avait une sœur, Marguerite, mariée en 1431 à Antoine de Prie, baron de Buzençais. 

### Titres et Fonctions
Pierre d'Amboise fut conseiller et chambellan de Charles VII. Le 21 mai 1434, il fit partie du Grand Conseil du roi Charles VII. (Réf: Cabinet des titres, dossier Amboise, cf: ms. s. fr 4805 f°227). Il exerça aussi le rôle de gouverneur de Touraine. 
Avec son cousin Louis d'Amboise, il combattit avec Jeanne d'Arc au siège d'Orléans, au cours du mois de janvier 1429. Il participe à la "Praguerie" sous le règne de Charles VII.
A la fin de sa vie, il est devenu ambassadeur du roi Louis XI à Rome.
Ses fiefs et biens seigneuriaux étaient nombreux en Touraine ; ils comptaient, notamment,Chaumont, Meillant, Sagonne, Les Rochettes, Asnières (en Blésois), Saint-Vérain, Bussy, Preuilly, Les Bordes-Guénand, Moulins, Charenton, etc. ;

### L'épisode de la Ligue du Bien-Public
En 1465, il participe à la Ligue de Bien-Public sous le règne de Louis XI. Il en fut même l'un des principaux acteurs. Louis XI, vainqueur de cette ligue en 1466, lui confisque en représailles, tous ses biens, et fait détruire le château de Chaumont-sur-Loire, sa principale forteresse.  En 1467, Pierre d'Amboise est exclu par le roi des grâces accordées aux autres membres de la ligue. Il ne rentre en grâce auprès de Louis XI qu'en 1467. Le roi lui rend, alors, tous ses biens.   

## Mariage et descendance

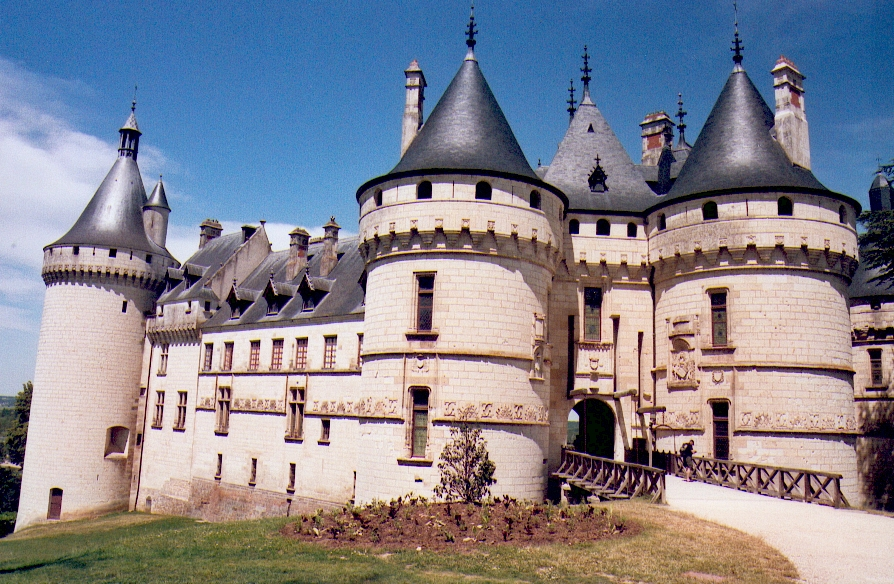
Château de Chaumont-sur-Loire.

Il épouse, le 23 août 1428, Anne de Bueil, dame d'Aubijoux, fille de Jean IV de Bueil et de Marguerite-Dauphine d'Auvergne, héritière de Sancerre, dame d'Aubijoux, Meillant, Sagonne, Bussy, Preuilly, Charenton, etc.
Ils eurent 17 enfants :
| Prénom      | Dates de naissance - décès    | Mariage | Commentaires |
| ----------- | ----------------------------- | --- | --- |
| Louise      | 1429 -11 février 1460         | 8 avril 1450 à Tours, avec Guillaume Gouffier de Bonnivet, seigneur de Boisy.                                                                      | Son époux était fils d’Aimeric Gouffier, seigneur de Boisy, et de Marguerite Motier de La Fayette. Guillaume Gouffier mourut le 23 mai 1495, et fut inhumé dans l’église des cordeliers de la ville d’Amboise. |
| Charles Ier | 1430 -22 février 1481         | Vers 1465, avec Catherine de Chauvigny, dame de Ravel.                                                                                             | Héritier de son père. Catherine de Chauvigny est la fille d’André de Chauvigny-Châteauroux, seigneur de Ravel et de Catherine de Beaujeu-Linières-Amplepuis. Mort à Tours, et inhumé derrière le grand-autel de l'église des Cordeliers d'Amboise. |
| Jean III    | vers 1432 -28 mai 1498        | Néant | Pair de France, évêque et duc de Langres. Conseiller privé de Louis XI, décédé le 28 mai 1498. Il fut inhumé dans le chœur de la Cathédrale Saint-Mammès de Langres. |
| Louis Ier   | 1433 -1er juillet 1503        | Néant | Conseiller privé de Louis XI, évêque d’Albi, Lieutenant-général pour le roi en Languedoc et Guyenne (Aquitaine). Il meurt en 1505 et est inhumé dans la cathédrale d’Albi. |
| Emery       | 1434 -13 novembre 1512        | Néant | Grand-Prieur de France et Grand-Maître de Rhodes, décédé à Rhodes le 13 novembre 1512 et inhumé dans l’église de Rhodes. |
| Marguerite  | vers 1436 -1495               | En premières noces : Jean Crespin, seigneur de Mauny, et en deuxièmes noces à Jean de Rochechouart, seigneur de Mortemart, le 10 octobre 1457.     | |
| Madeleine   | 1439 -11 août 1500            | Néant | Abbesse de Saint-Menou, diocèse de Bourges. |
| Jean IV     | vers 1440 -27 septembre 1522  | Il se marie le 30 juin 1474 avec Catherine de Saint-Belin.                                                                                         | Il est le cinquième garçon de Pierre et avait hérité des seigneuries de Bussy près de Châlons-en-Champagne, des Bordes en Touraine, et de Reynel en Bassigny. Il est, lui aussi, conseiller et chambellan de Louis XI, qui le fit chevalier de l’Ordre de Saint-Michel. Son épouse lui apporte les seigneuries de Choiseul, de la Fauche, de Vauray, de Blaise, de Vignory, de Saxefontaine, et probablement de Bussy. Il est Lieutenant-général pour le roi en Normandie et Bailli de Chaumont. Il donne naissance à la branche des barons, et des marquis de Bussy-d’Amboise ». |
| Marie       | vers 1443 -1501               | Mariée à Jean III de Hangest, seigneur de Genlis. (Fils de Jean II de Hangest et de Marie de Sarrebruck-Commercy).                                 | |
| Jacques     | vers 1444 -27 décembre 1516   | Néant | Il fut abbé de Cluny, puis évêque de Clermont. Il meurt le 27 décembre 1516 et est inhumé dans l’abbaye de Cluny, en Bourgogne. |
| Anne        | vers 1446 -?                  | Mariée à Jacques de Chazeron. (Fils de Jean de Chazeron, seigneur du-dit lieu, et de Catherine d’Apchier, sa seconde épouse).                      | |
| Françoise   | vers 1448 -?                  | Promise à épouser Louis de Chalon-Châtelguyon (vicomte de Besançon et chevalier de la toison d'or).                                                | Elle eut de Louis de Chalon un enfant, Jean, qui ne fut jamais légitimé, pour cause de la mort précoce de Louis de Chalon à la bataille de Grandson en 1476. Elle fut par la suite religieuse à Fontevraud, (près de Saumur, en Anjou). |
| Pierre III  | vers 1450 -1er septembre 1505 | Néant | Il fut évêque de Poitiers et il mourut à Blois le ler septembre 1505. Il fut inhumé dans la chapelle de son château de Dissay, près de Poitiers. |
| Catherine   | vers 1452 -vers 1513          | Mariée à Pierre, dit Tristan, de Castelnau, baron de Castelnau et de Clermont-Lodève, (Fils de Pons de Castelnau et de Catherine Clermont-Lodève). | |
| Hugues      | vers 1455 -13 septembre 1515  | Il se marie à la demande de Louis XI, le 13 novembre 1484, avec Madeleine d’Armagnac, (Fille du comte de Comminges, maréchal de France).           | Il est Lieutenant-général pour le roi en Toscane. Il meurt à la bataille de Marignan le 13 septembre 1515 et est inhumé quinze jours plus tard dans l’église des Cordeliers de la ville d’Amboise. Il est la tige des comtes « d’Amboise-Aubijoux», (Branche éteinte en 1656). |
| Charlotte   | vers 1456 -juin 1497          | Néant | Prieure de Poissy. |
| Georges     | 1460 -25 mai 1510             | Néant | Il est archevêque de Narbonne, archevêque de Rouen et cardinal, puis Premier-ministre de Louis XII. Il meurt le 25 mai 1510, à Lyon et est inhumé dans la cathédrale de Rouen où l’on voit encore son tombeau. |

Pierre d'Amboise meurt le 28 juin 1473 dans son château de Meillant (en Berry), à l'âge de 65 ans. Il est inhumé dans le couvent des religieuses de Sainte-Claire, à Bourges, qu'il avait fondé.

### Sources et bibliographie
- Carré de Busserolle, "Dictionnaire géographique, historique et biographique d'Indre-et-Loire" T.1, 1878, p. 35
- Moréri, "Dictionnaire historique"[réf. incomplète]
- Belleforest, "Les grandes annales et histoire générale de France"  T.2, 1579, p. 1125.
- P. Champion, "Louis XI" T.1, p. 130-134